# Grubbtjärnen (Tärna socken, Lappland)
Grubbtjärnen är en sjö i Storumans kommun i Lappland och ingår i Umeälvens huvudavrinningsområde. Sjön har en area på 0,316 kvadratkilometer och ligger 729,4 meter över havet.

## Delavrinningsområde
Grubbtjärnen ingår i det delavrinningsområde (727515-145395) som SMHI kallar för Utloppet av Ropen. Medelhöjden är 776 meter över havet och ytan är 40,81 kvadratkilometer. Räknas de 6 avrinningsområdena uppströms in blir den ackumulerade arean 102,17 kvadratkilometer. Gejmån (Vuole-Gassasavon) som avvattnar avrinningsområdet har biflödesordning 2, vilket innebär att vattnet flödar genom totalt 2 vattendrag innan det når havet efter 389 kilometer. Avrinningsområdet består mestadels av skog (29 procent) och kalfjäll (42 procent). Avrinningsområdet har 11,55 kvadratkilometer vattenytor vilket ger det en sjöprocent på 28,3 procent.